# Schistochila minor
Schistochila minor là một loài rêu trong họ Schistochilaceae. Loài này được C. Gao & Y.H. Wu mô tả khoa học đầu tiên năm 2004.